# ¡Policia!: A Tribute to the Police
¡Policia!: A Tribute to the Police è un album tributo realizzato dall'etichetta The Militia Group nel 2005. 
Nell'album partecipano artisti contemporanei che reinterpretano le canzoni più famose del gruppo rock britannico The Police.

## Tracce
1. King of Pain - Brandtson – 5:26
2. Roxanne - Fall Out Boy – 3:12
3. Truth Hits Everybody - Motion City Soundtrack – 2:55
4. Synchronicity II - No Motiv – 5:16
5. So Lonely - Limbeck – 3:12
6. Next to You - Big Collapse – 3:17
7. Murder by Numbers - Maxeen – 4:54
8. Walking on the Moon - The Pale – 4:26
9. Wrapped Around Your Finger - Underoath – 3:57
10. Every Little Thing She Does Is Magic - Anadivine – 4:31
11. Message in a Bottle - Watashi Wa – 3:56
12. Every Breath You Take -  Copeland – 5:58